# 烏韋·維特
乌韦·維特（德語：Uwe Witt，1959年10月1日－）是一位德国政治人物（原為德國另類選擇黨員，在第20屆德国联邦眾议院會期中曾轉換為中央党籍，後變為無黨籍）。他自2017年起成为德国联邦议院议员。
他在2021年1月到同年8月是德國联邦眾议院德國中央黨的唯一成员。

## 生活
出生于北莱茵-威斯特法伦州的維滕。维特在2017年德国联邦大选后成为联邦议院议员。自2017年以来，维特一直担任联邦议院的北莱茵-威斯特法伦州中名單比例代表制的眾議員。在 2022 年 1 月轉換黨籍到中央党之前，他曾為德国另类选择的黨员。
他是劳工和社会事务委员会和卫生委员会的成员。